# Кизилорда (аеропорт)
Аеропо́рт «Кизилорда́» (IATA: KZO, ICAO: UAOO) — аеропорт міста Кизилорда у Казахстані. Знаходиться за 15 кілометрів на схід від міста.
Летовище Кизилорда другого класу, здатне приймати повітряні судна Ту-134, Як-42 та інші легші, а також вертольоти всіх типів.
На нинішньому місці аеропорт розташовується з 1987 року. Раніше аеропорт був розташований у межах міста (44°47′40″ пн. ш. 65°31′03″ сх. д. / 44.79444° пн. ш. 65.51750° сх. д.).
До початку 1990-х в аеропорту базувалася велика кількість літаків Ан-2 (понад 50 штук), а також сім літаків Як-40 і три вертольоти Мі-8. Виконувалися пасажирські авіарейси на літаках Як-40 в більшість обласних центрів Казахстану, а також ряд міст Росії (Єкатеринбург, Оренбург, Новосибірськ тощо).
На сьогодні з аеропорту щоденно виконуються авіарейси до Астани та Алмати, двічі на тиждень до Караганди та Чимкенту.
У 2011 році було проведено реконструкцію летовища: оновлено радіонавігаційне, світлосигнальне та метеорологічне обладнання, проведено капітальний ремонт рульових доріжок і ЗПС (з її подовженням до 3200 м). Це дозволяє аеропорту приймати всі типи літаків та працювати у цілодобовому режимі.

## Авіалінії та напрямки
| Авіакомпанія | Пункт призначення  |
| ------------ | ------------------ |
| Aeroflot     | Москва-Шереметьєво |
| Air Astana   | Алмати, Нур-Султан |
| Bek Air      | Актау              |
| Irtysh Air   | Алмати             |
| SAPSAN       | Алмати             |
| SCAT         | Караганда          |